# Okres Ťačiv
Okres Ťačiv či Ťačivský rajón (ukrajinsky Тячівський район, Ťačivskyj rajon) je jedním z okresů (rajónů) Zakarpatské oblasti na západní Ukrajině. Na ploše 1 873,9 km² zde v roce 2020 žilo 185 023 obyvatel. V roce 2013 to bylo 174 284 a v roce 2004 171 850 obyvatel.
V Ťačivském rajónu se nachází:
- 1 město (Ťačiv, 9500 obyv., sídlo rajónu)
- 5 sídel městského typu (Buštyno, Dubove, Solotvina, Teresva, Usť-Čorna)
- 56 vesnic, z toho větší obce jsou:
  - Nyžnja Apša
  - Vulchovce

V Ťačivském rajónu se nachází 10 územních společenství (hromad), z toho:
- 9 venkovských s centry v obcích: Bedevla, Buštyno, Vulchovce, Dubove, Neresnycja, Solotvina, Teresva, Uglja a Usť-Čorna.
- jedno městské s centrem v Ťačivu.

## Příroda
V okrese se nachází přírodní památka – Skály s hieroglyfy na východním svahu hory Bužora.